# Mark Hoppus
Mark Allan Hoppus (Ridgecrest, Kalifornia, 1972. március 15. –) amerikai zenész.

## Életrajza
Gyerekkorában rengeteget költöztek, mivel apja az Egyesült Államok haditengerészeténél dolgozott. Mark szülei 8 éves korában elváltak. Mark húga Anne az anyjához, Mark pedig az apjához költözött. Mark nagyon magányos volt mivel apja nagyon ritkán volt otthon. Ezalatt a kaliforniai ridgecresti William Burroughs High Schoolban tanult. Első együttese a Pier 69 volt bár ez nem működött túl sokáig. Azután a The Attic Childrenben basszusgitározott. Két barátjával megalapították az Of All Things nevű együttest. Ezzel a bandával feldolgozásokat játszottak.
1992 augusztusában San Diegoba költözött. Csak a basszusgitárját vitte magával hátrahagyva apját és a bandáját. Hamarosan bemutatta Ann egy Punk haverjának Tom DeLonge-nak. Tommal egyből jó barátok lettek. A főiskola közben egy zeneboltban dolgozott. Hamarosan alapított Tommal egy bandát, a  blink-et amiben Scott volt a dobos. A sikerek bekövetkezte után sok felkérése volt TV műsorokba, más együttesek klipjeibe. A Fenix TX nevű együttes menedzsere lett, amit sikerre vitt azzal, hogy beajánlotta az MCA kiadónál. 1999 nyarán, az All The Small Things klipjének forgatásán ismerkedett meg Skyelene Everlyvel. 2002-ben összeházasodtak, és egy fiuk is született, Jack. A Take Off Your Pants And Jacketet népszerűsítő turné után Marknak sok ideje maradt élvezni az apaságot, viszont kirekesztettnek is érezte magát a Box Car Racer miatt. Tom, Travis illetve az ő útja külön vált, azt hitte a blink-182-nak és a barátságuknak is vége. De (szerencsére) csak a side-project fejeződött be. Időközben a banda egyik barátjával elindította az "Atticus- tervet", egy kezdő bandákat szponzoráló ruházati céget. Azóta az Atticus egy nagy márkanév és életstílus lett.
2004-ben a Blink182 feloszlott, vagy inkább különvált. Tom megalapította az Angels and Airwaves nevű bandát. De Mark sem tétlenkedett megalapította a (+44)-t Travis-szel.
|

## Albumok
Mark bandájának (a blink-182-nak) albumai
| Mikor | Cím                                                  | Kiadó           |
| ----- | ---------------------------------------------------- | --------------- |
| 1993  | Flyswatter                                           | n/a             |
| 1995  | Buddha                                               | Kung Fu Records |
| 1994  | Cheshire Cat                                         | MCA Cargo Music |
| 1997  | Dude Ranch                                           | MCA Cargo Music |
| 1999  | Enema of the State                                   | MCA records     |
| 2000  | The Mark, Tom & Travis Show (The Enema Strikes Back) | MCA             |
| 2001  | Take Off Your Pants and Jacket                       | MCA             |
| 2003  | blink-182                                            | Geffen          |
| 2004  | Greatest Hits                                        | Geffen          |

Mark bandájának (a Plus 44-nak) albumai
| 2006 | When Your Heart Stops Beating | Interscope |

## További információ
- Mark Hoppus a Facebookon
- Mark Hoppus az Internet Movie Database-ben (angolul)
- Mark Hoppus a Rotten Tomatoeson (angolul)